# Gustave Falconnier

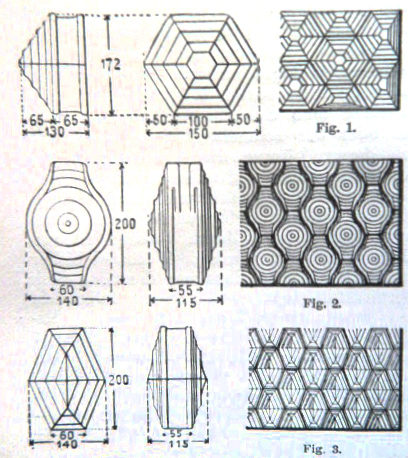
Drei verschiedene Typen von mundgeblasenen Glasbausteinen, entworfen von Gustave Falconnier

Gustave Falconnier  (* 6. Juli 1845 in Nyon, Schweiz; † 10. April 1913) war ein Schweizer Architekt und Präfekt des Distriktes Nyon.

## Leben
Gustave Falconnier besuchte die École Moyenne in Lausanne, machte ein Praktikum in München und studierte an der École des Beaux-Arts in Paris, ab 1870 arbeitete er als Architekt in Nyon. Ab 1874 war er Mitglied des Stadtrates von Nyon, von 1879 bis zu seinem Tode war er Präfekt des Distriktes Nyon.
Gustave Falconnier ließ ab den 1880er Jahren seine Erfindung, einen mundgeblasenen Glasbaustein, in verschiedenen Formen produzieren. Die Steine wurden mit einem Siegel aus geschmolzenem Glas luftdicht verschlossen. Sie zeichneten sich durch geringes Gewicht, wärmedämmende Wirkung, Dauerhaftigkeit und ornamentale Schönheit aus. Auf der Weltausstellung in Paris 1900 wurden die briques de verre ausgezeichnet. In den Nachschlagewerken ihrer Zeit wird die Erfindung gewürdigt.
Patente in Frankreich, Deutschland, Belgien, England und USA wurden erteilt. Lizenznehmer wie z. B. die Adlerhütte in Penzig, die Gerresheimer Glashütte und S. Reich & Co in Wien fertigten die Steine.
Die Glasbausteine sind Teil der Sammlung des Museum of Modern Art in New York.